# Front Podolski

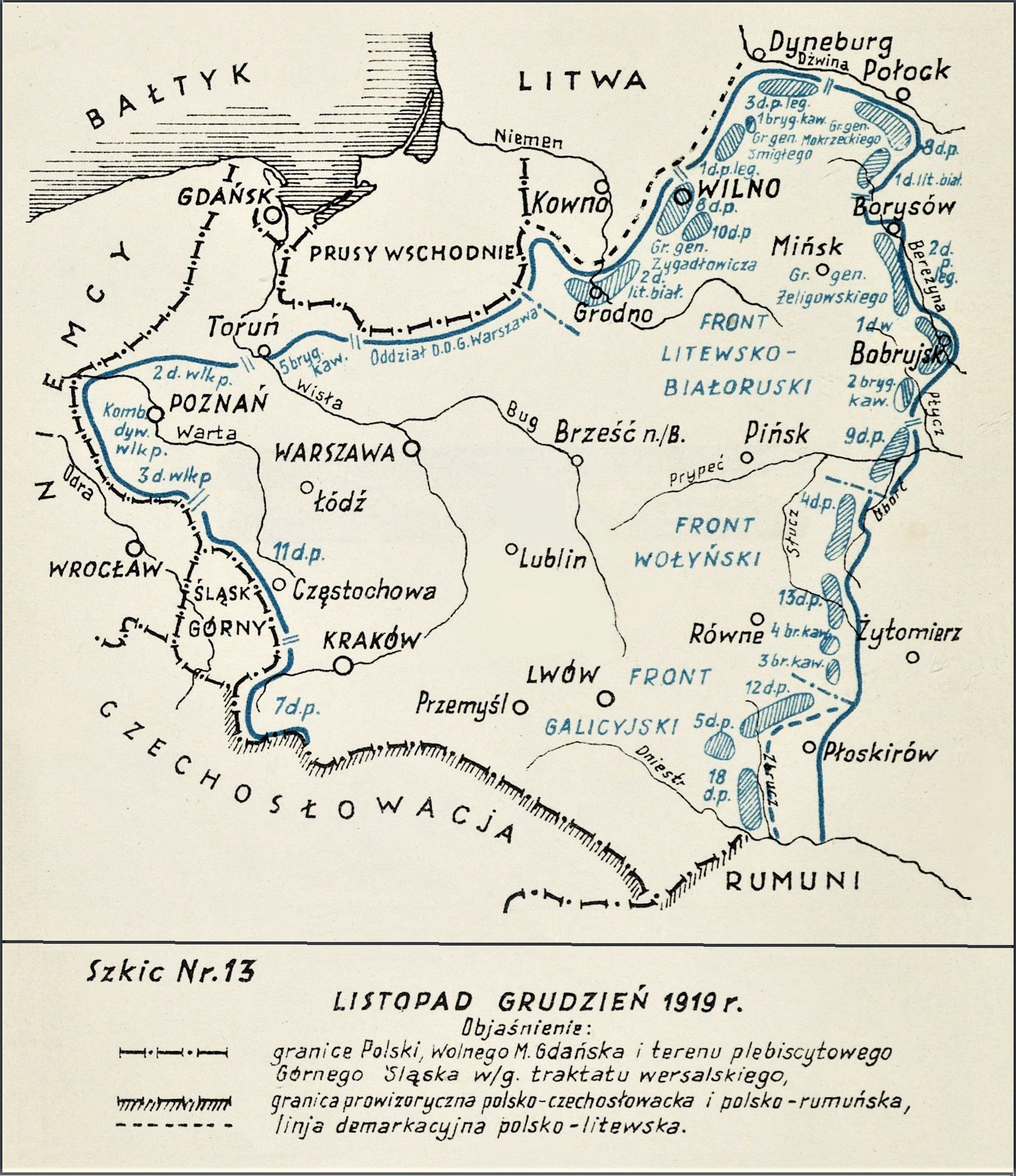
Adam Przybylski,
Wojna Polska 1918–1921

Front Podolski – związek operacyjny Wojska Polskiego utworzony w trakcie wojny polsko-ukraińskiej dyrektywą Wodza Naczelnego gen. Józefa Piłsudskiego z 27 lipca 1919, noszący do 2 stycznia 1920 nazwę Frontu Galicyjskiego.

## Historia
Po zwycięskiej wojnie polsko-ukraińskiej NDWP postanowiło podzielić Front Galicyjsko-Wołyński na dwa mniejsze: Front Wołyński, mający toczyć walki z bolszewikami na terenach zajętej przez nich części Wołynia i – nie biorący już udziału w walkach – Front Galicyjski, walczący z wojskami URL. 
Działania bojowe Frontu rozpoczęła w sierpniu 3 DP uderzając ze Zbaraża na wojska radzieckie stacjonujące w Tokach i pokonując je (działała w porozumieniu z Frontem Wołyńskim). W tym samym czasie III BJ zajęła Zasław oraz Szepietówkę, przecinając linie kolejowe Tarnopol–Korosteń i Równe–Berdyczów. Wówczas wojska Petlury, pokonane przez bolszewików, postanowiły zawrzeć 1 września 1919 rozejm z Polską. W wyniku tego ustalona została linia demarkacyjna, a Front znalazł się poza działaniami wojennymi i jego dywizje zostały wysłane do innych związków operacyjnych lub rozformowane.
W związku z kolejnymi porażkami Ukraińców z wojskami radzieckimi, dowództwo zdecydowało uprzedzić atak radziecki i w październiku wysunęło wojska polskie na Smotrycz. Kolejny raz przesunięcie sił nastąpiło w grudniu. Wówczas 18 i 12 DP weszły na linię Uszyca–Płoskirów–Starokonstantynów, a 5 DP cofnęła się do odwodu. Wówczas rozpoczął się zimowy okres przerwania działań wojennych, a 2 stycznia Front zmienił nazwę na bardziej adekwatną, czyli Front Podolski.
7 marca 1920 został wydany rozkaz o likwidacji dowództw frontów. Józef Piłsudski nakazał, aby z dniem 1 kwietnia 1920 wszystkie dowództwa frontu zostały skasowane, a w oparciu o ich dowództwa powstały dowództwa armii. Na mocy tego rozkazu dotychczasowe dowództwo Frontu Podolskiego zostało przekształcone w dowództwo 6 Armii. Front Podolski został przeformowany w 6 Armię, pozostającą wciąż pod dowództwem gen. por. Iwaszkiewicza i płk. Kesslera.

## Organizacja Frontu Galicyjskiego
Stan na 20 stycznia 1920 roku:
- Kwatera Główna Frontu Galicyjskiego
- 5 Dywizja Piechoty
- 10 Dywizja Piechoty
- 3 Dywizja Strzelców Polskich
- 6 Dywizja Strzelców Polskich
- III Brygada Jazdy
- Grupa płk. Kosteckiego
  - Pociąg Pancerny nr 6 „Gromobój”
- III Grupa Lotnicza
- I Baon Wojsk Kolejowych
- V Batalion Saperów
- VI Batalion Saperów
- III Łódzki Batalion Etapowy
- III Kielecki Batalion Etapowy
- III Lubelski Batalion Etapowy
- I Lwowski Batalion Etapowy
- II Lwowski Batalion Etapowy
- III Lwowski Batalion Etapowy
- Pociąg Pancerny nr 5 „Osiecz I”
- kompania telegraficzna ciężka nr VI
- kompania telegraficzna parkowa nr VI
- kompania radiotelegraficzna parkowa nr I
- stacja radiotelegraficzna „Lwów”
- stacja radiotelegraficzna polowa nr 2
- stacja Hughesa
- stacja Hughesa przy DOE Lwów
- Poczta Polowa nr 17
- kompania sztabowa

### Organizacja Frontu Podolskiego
- Kwatera Główna Frontu Podolskiego
- 5 Dywizja Piechoty
- 12 Dywizja Piechoty
- 18 Dywizja Piechoty
- III Grupa Lotnicza

## Obsada personalna
- dowódca armii – gen. por. Wacław Iwaszkiewicz
- szef sztabu – płk SG Edmund Kessler (VI 1919 – III 1920)
- szef łączności frontu – por. Juliusz Ornatowski
- szef telegrafii frontu – ppor. Karol Politowski